# Les charognards meurent à l'aube
Pour plus de détails, voir Fiche technique et Distribution.
Les charognards meurent à l'aube (Sei una carogna... e t'ammazzo!) est un western spaghetti hispano-italien sorti en 1972, réalisé par Manuel Esteba.

## Synopsis
Barrett oblige les petits propriétaires terriens locaux à céder leurs terres et, de surcroît, à conclure des contrats factices.

## Fiche technique
- Titre français : Les charognards meurent à l'aube[1]
- Titre original espagnol : Una cuerda al amanecer
- Titre original italien : Sei una carogna... e t'ammazzo!
- Réalisation : Manuel Esteba
- Scénario : Manuel Esteba
- Genre : Western spaghetti
- Musique : Daniele Patucchi, Vassili Kojcharov
- Production : Isidro Esteba, Gloria Sancho, Angelo Pannacciò pour Cire Sa Film, Universalia Film
- Photographie : Girolamo La Rosa
- Montage : Enrico Rodriguez
- Durée: 79 min
- Pays de production :  Espagne,  Italie
- Dates de sortie: 
  - Italie : 1972
  - France: 3 avril 1974[1]

## Distribution
- Pierre Brice : Barrett
- Steven Tedd : Mulligan
- Fernando Sancho : Sebastian
- Mónica Randall : Nancy
- Marta Flores : Lucy
- Antonio Molino Rojo : Jonathan